# Розділювач
«Розділювач» (англ. The Divide) — постапокаліптичний трилер 2011 р. режисера Ксав'є Генса та сценаристів К. Мюллера й Ерона Шіна. У ролях: Лорен Джерман, Майкл Б'єн, Майло Вентімілья і Розанна Аркетт. Фільм випущений у кінотеатрах США 13 січня, на DVD — 17 квітня 2012 р.
Згідно з сюжетом, на місто Нью-Йорк здійснений ядерний удар. Мегаполіс практично весь знищений, проте восьмеро людей сховалися в приватному бункері. Їм залишається чекати рятувальників, стикаючись із найгіршими якостями одне одного. Бункер стає не порятунком, а чи не гіршим місцем за зовнішній світ.
Фільм був негативно сприйнятий професійними критиками та провалився у прокаті, проте глядачі дали фільму доволі високу оцінку, а сам «Розділювач» отримав дві кінонагороди та чотири номінації.

## Сюжет
Дія фільму розгортається в підвалі одного з будинків у Нью-Йорку, який став свого роду рятувальним бункером для дев'яти людей, коли місто зазнало ядерної атаки (ракети можна бачити у відображенні очей дівчини в першій же сцені). В першу мить фільму восьмеро осіб встигають забігти в бункер, підготовлений Міккі, пожежним (фотографії зі служби лежать в його кімнаті). Міккі оголошує себе головним в рятувальному бункері, розподіляє їжу і воду, визначає для кожного кімнату і встановлює загальні правила, що включають, зокрема, заборону на відвідування його особистої кімнати.
Радіозв'язок відсутній, але у виживанців є відносно великий запас консервованих бобів і води, працює генератор електрики. Міккі не каже, скільки потрібно чекати, але розповідає про жахи рідіаційного опромінення. Незабаром Делвін зауважує, що іноді Міккі «балує» себе їжею, якої немає в загальному раціоні.
Через якийсь час в бункер приходять непрохані гості в білих захисних костюмах. Газовим різаком вони розкривають двері і входять. Жителі бункера впевнені, що це рятувальники, втім деякі, включаючи Міккі, вимкнули світло в бункері і сховалися в пітьмі. На те були вагомі причини: «рятувальний» загін мав при собі автоматичну зброю. Гості відібрали Венді (дочку однієї з присутніх у бункері), вкололи їй в шию якийсь розчин і поклали в переносну капсулу. Решту, очевидно, чекала така ж доля. Троє «рятувальників» кидаються в глиб бункера, де незабаром гинуть. Міккі і іншим чоловікам вдалося замкнути двері зсередини. Знявши шолом одного з гостей, герої виявили азіата і жартома сперечалися про його національність.
Незабаром ними була зроблена спроба вийти за межі бункера в одному з уцілілих костюмів (другий костюм розрізаний ножем в результаті боротьби з «рятувальником», а третього розірвало вибухом системи життєзабезпечення). Сміливець Джош відкрив двері і з подивом виявив, що до їх бункера веде пластиковий тунель. Пройшовши по ньому кілька десятків метрів, він виходить в приміщення лабораторії, де військові науковці, одягнені в захисні костюми, сортують колби з біологічним матеріалом. На столах розкладене людське волосся. В іншій кімнаті він виявляє переносні капсули, в яких висіли діти із заклеєними очима і ротами, в які вели трубки.
Чужака виявляють, зав'язується бійка. Джош тікає назад в бункер, застреливши двох переслідувачів, але втрачає зброю. Двері в бункер заварюють зовні, не залишаючи нещасним всередині шансів на порятунок.
Трупи раніше убитих військових починають розкладатися. Щоб позбутися запаху, Міккі пропонує розрізати тіла сокирою і скинути в септик.
Через деякий час у виживанців починають вичерпуватися запаси їжі, на ґрунті чого вибухає конфлікт з Міккі, який «один не худне». Один з уцілілих, взявши тазер, змушує Міккі відкрити кодовий замок на задніх дверях в його кімнаті. Зав'язується бійка, в результаті якої Міккі з автомата вбиває супротивника. Прибіглі на шум виживанці зв'язують Міккі, катують і змушують видати код від дверей. Виявляється, за нею знаходяться великі запаси води і їжі.
Проходить час, люди поділяються на два табори — «лідер» Джош і його друг Боббі, що захопили і лімітують їжу, з примкнулою до них Мерилін (матір'ю Венді), яка піддається постійному насильству і згодом вмирає, і решта — Єва, її колишній хлопець і зведений брат лідера. Все ще пов'язаний Міккі перебуває з ними.
Втративши секс-іграшку, до Єви постійно пристає і схиляє до статевого акту Джош (у тому числі в обмін на їжу), хоча обіцяв «залишити її своєму братові». Розуміючи, що довго так тривати не може, Єва намагається знайти вихід. Міккі повідомляє їй, що в кімнаті з припасами є пістолет (останній автомат гостей утилізований Євою) і вже не в перший раз просить звільнити його.
Відволікаючим маневром, відключивши батарею, одну людину виманюють з колишньої кімнати Міккі, Джоша відволікає Єва. Наречений Єви Сем проходить в сховище і знаходить пістолет. Зав'язується боротьба, в яку втягнуті всі виживанці, в результаті за нещасним збігом обставин, застреленим виявляється брат лідера, Едріан. Єва гострою консервною кришкою вбиває Боббі, бере пістолет і звільняє Міккі. Міккі ранить Джоша. Бачачи, що він програв і що його союзник і брат мертві, він бере бензинову лампу і влаштовує пожежу, заодно спалюючи себе.
Міккі і напівживий Сем починають гасити пожежу, але марно. Єва, розуміючи, що вибратися з бункера і вижити може тільки одна людина, бере костюм радіозахисту і припаси і покидає бункер через септик в кімнаті з припасами, закривши за собою кодові двері і залишивши Міккі і Сема вмирати. Таким чином, єдиною, хто врятувався, залишається вона. Єва виходить на поверхню, бачачи тільки зруйноване місто і небо, закрите завісою попелу.

## Ролі
- Лорен Герман — Єва
- Майкл Б'єн — Міккі
- Майло Вентімілья — Джош
- Кортні Венс — Девлін
- Ештон Голмс — Едріен
- Розанна Аркетт — Мерілін
- Іван Гонсалес — Сем
- Майкл Еклунд — Боббі
- Еббі Тіксон — Венді

## Виробництво

### Зйомки
Фільм був знятий в хронологічній послідовності та заснований на дуеті сценаристів Карла Мюллера й Ерон Шіна. Режисер Ксав'є Генс затвердив Лорен Джерман, Майло Вентімілью, Майкла Б'єна й Розанну Аркетт на головні ролі. Фільм знятий у Центрі тисячоліття (англ. Millennium Centre) і Виробничому Центрі Манітоба (англ. Manitoba Production Centre) у Вінніпезі, Манітоба.
Фотографії дружини Міккі в кіно — це картини з реального життя дружини Майкла Б'єна Дженніфер Бланк. В оригінальному сценарії Міккі був більш расистським. Вступні сцени фільму знімалися в один день.
Актори, які грали свої ролі, внесли багато імпровізації під час зйомок. А сцена стрижки зроблена в один дубль. Також виробнича компанія найняла дієтолога, який посадив акторів на дієту.
Зйомки були затримані виверженням вулкана Ейяфьятлайокудль в Ісландії, який паралізував повітряне сполучення між Європою та Північною Америкою.
Мелісса Джордж, Шонн Вільям Скотт, Роберт Патрік і Рафаель Персонназ спочатку збиралися знятися в цьому проекті.

### Прем'єра
Фільм був представлений на Content Films. Після його прем'єри на кінофестивалі South by Southwest права у США були швидко придбані Anchor Bay.

### Музика
Музика створена гітаристом і музичним продюсером Жан-П'єр Тайєбом.

## Критика
Рейтинг фільму на IMDb становить 5.8 з 10 та 26 % на Rotten Tomatoes, з середньою оцінкою 4,1 / 10, на основі 46 оглядів.

## Цікаві факти
- Чоловіки в білих костюмах розрізали частину дверей, але потім цей отвір зникає.
- Міккі запитує, чи бачили виживанці, що відбулося з японцями, коли американці скинули «Малюка» на Нагасакі. Насправді атомну бомбу «Малюк» скинули на Хіросіму 6 серпня 1945, а на Нагасакі впала бомба «Товстун» три дні потому.